# 若江王
若江王（わかえおう/わかえのおおきみ、生没年不詳）は、奈良時代後期の皇族。系譜は不明だが、三世王以上五世王未満であることが、以下の叙位から分かる。官位は従五位下・写一切経司次官。

## 経歴
天平宝字8年（764年）10月、逆徒藤原仲麻呂追討の賞として、山部王（のちの桓武天皇）・当麻王らとともに無位から従五位下に叙されている。続く称徳朝天平神護2年（766年）11月にも、同じく無位から従五位下に昇叙する記事がある。
神護景雲元年（767年）8月、写一切経司次官に就任し、時に従五位下とある。以後、神護景雲2年（768年）2月、同年4月、同年6月、同年閏6月、同年8月、同年9月、同3年（769年）6月、宝亀2年（771年）閏3月と、奉写一切経司次官、従五位下としての署があり、少なくとも光仁朝の初めまではこの官職を勤めている。
桓武朝の延暦2年（783年）2月にも無位から従五位下に叙されているが、この若江王は、別人とする説があり、あるいは何らかの理由で位階を剥奪されていた可能性や、記事の重複か誤記である場合も考えられる。

## 官歴
注記のないものは『続日本紀』による。
- 天平宝字8年（764年）10月7日：従五位下
- 時期不詳：位階剥奪（？）
- 天平神護2年（766年） 正月18日：従五位下（復位？）
- 神護景雲元年（767年）8月29日：写一切経司次官
- 宝亀2年（771年）閏3月以降：官位剥奪？（『大日本古文書』」による）
- 延暦2年（783年） 2月5日：従五位下（復位？）